# Liste der denkmalgeschützten Objekte in Dubnica nad Váhom
Die Liste der denkmalgeschützten Objekte in Dubnica nad Váhom enthält die 14 nach slowakischen Denkmalschutzvorschriften geschützten Objekte in der Gemeinde Dubnica nad Váhom im Okres Ilava.

## Denkmäler
| Foto |                 | Denkmal / č. ÚZPF                       | Standort / Konskr. Nr.                                            | Offizielle Beschreibung                           | Beschreibung                           | Metadaten                                                          |
| ---- | --------------- | --------------------------------------- | ----------------------------------------------------------------- | ------------------------------------------------- | -------------------------------------- | ------------------------------------------------------------------ |
| ja   | Datei hochladen | Sockel(sk) ObjektID: 302-716/1          | 1.mája ul. Standort KG: Dubnica nad Váhom Konskr.Nr.:             | podstavec stredný                                 | Mitte                                  | č. NKP: 302-716/1 Stand des NKP: 2012-02-28 Name: PODSTAVEC        |
| ja   | Datei hochladen | Sockel(sk) ObjektID: 302-716/2          | 1.mája ul. Standort KG: Dubnica nad Váhom Konskr.Nr.:             | podstavec ľavý                                    | links                                  | č. NKP: 302-716/2 Stand des NKP: 2012-02-28 Name: PODSTAVEC        |
| ja   | Datei hochladen | Sockel(sk) ObjektID: 302-716/3          | 1.mája ul. Standort KG: Dubnica nad Váhom Konskr.Nr.:             | podstavec pravý                                   | rechts                                 | č. NKP: 302-716/3 Stand des NKP: 2012-02-28 Name: PODSTAVEC        |
| ja   | Datei hochladen | Statue(sk) ObjektID: 302-716/4          | 1.mája ul. Standort KG: Dubnica nad Váhom Konskr.Nr.:             | sv. Ján Nepomucký;sv. Ján Nepomucký s anjelmi     | St. Johannes Nepomuk mit Engeln        | č. NKP: 302-716/4 Stand des NKP: 2012-02-28 Name: SOCHA            |
| ja   | Datei hochladen | Statue(sk) ObjektID: 302-716/5          | 1.mája ul. Standort KG: Dubnica nad Váhom Konskr.Nr.:             | anjel ľavý;anjel                                  | Engel (links)                          | č. NKP: 302-716/5 Stand des NKP: 2012-02-28 Name: SOCHA            |
| ja   | Datei hochladen | Statue(sk) ObjektID: 302-716/6          | 1.mája ul. Standort KG: Dubnica nad Váhom Konskr.Nr.:             | anjel pravý;anjel                                 | Engel (rechts)                         | č. NKP: 302-716/6 Stand des NKP: 2012-02-28 Name: SOCHA            |
| ja   | Datei hochladen | Pranger(sk) ObjektID: 302-2585/0        | 1.mája ul. Standort KG: Dubnica nad Váhom Konskr.Nr.:             | ;stĺp hanby                                       |                                        | č. NKP: 302-2585/0 Stand des NKP: 2012-02-28 Name: PRANIER         |
| ja   | Datei hochladen | Kirche(sk) ObjektID: 302-712/0          | Cintorínska ul. 1 Standort KG: Dubnica nad Váhom Konskr.Nr.: 1    | r.k.sv.Jakuba staršieho;kostol sv.Jakuba apoštola | römisch-katholische Kirche St. Jakobus | č. NKP: 302-712/0 Stand des NKP: 2012-02-28 Name: KOSTOL           |
| ja   | Datei hochladen | Sockel(sk) ObjektID: 302-715/1          | Matice slovenskej nám. Standort KG: Dubnica nad Váhom Konskr.Nr.: |                                                   |                                        | č. NKP: 302-715/1 Stand des NKP: 2012-02-28 Name: PODSTAVEC        |
| ja   | Datei hochladen | Statue(sk) ObjektID: 302-715/2          | Matice slovenskej nám. Standort KG: Dubnica nad Váhom Konskr.Nr.: | Panna Mária;Madona Assumpta-Nanebovzatá           | Mariä Himmelfahrt                      | č. NKP: 302-715/2 Stand des NKP: 2012-02-28 Name: SOCHA            |
| ja   | Datei hochladen | Villa(sk) ObjektID: 302-10741/0         | Partizánska ul. 1 Standort KG: Dubnica nad Váhom Konskr.Nr.: 149  | solitér;vila staviteľa Reima                      | Villa Architekt Reima                  | č. NKP: 302-10741/0 Stand des NKP: 2012-02-28 Name: VILA           |
| ja   | Datei hochladen | Dienstbotenhaus(sk) ObjektID: 302-713/3 | Pod kaštieľom 49 Standort KG: Dubnica nad Váhom Konskr.Nr.: 949   | ;dom záhradníkov (4 byty)                         | Haus der Gärtner (4 Wohnungen)         | č. NKP: 302-713/3 Stand des NKP: 2012-02-28 Name: DOM SLUŽOBNÍCTVA |
| ja   | Datei hochladen | Schloss(sk) ObjektID: 302-713/1         | Sv.Jakuba nám. 345 Standort KG: Dubnica nad Váhom Konskr.Nr.: 623 | ;Veľký kaštieľ,Illesházyovský                     | Großes Herrenhaus                      | č. NKP: 302-713/1 Stand des NKP: 2012-02-28 Name: KAŠTIEĽ          |
| ja   | Datei hochladen | Park(sk) ObjektID: 302-713/2            | Sv.Jakuba nám. Standort KG: Dubnica nad Váhom Konskr.Nr.:         | anglický;park J.B.Magina                          |                                        | č. NKP: 302-713/2 Stand des NKP: 2012-02-28 Name: PARK             |

## Legende
Die Tabelle enthält im Einzelnen folgende Informationen:
| Foto:                    | Fotografie des Denkmals. |
| Denkmal / č. ÚZPF:       | Die Übersetzung der Bezeichnung des Denkmals, wie sie vom Slowakischen Denkmalamt (Pamiatkový úrad Slovenskej republiky) verwendet wird. Die Originalbezeichnung ist unter dem Fragezeichen angegeben. Fehlt die Übersetzung, so wird die Originalbezeichnung direkt angezeigt. Weiters ist die Objekt-Identifikationsnummer (Objekt ID) angeführt. Sie ist die offizielle, in der Slowakei eindeutige Nummer č. ÚZPF inklusive der zugehörigen Zählnummer, wie sie in den Daten des Denkmalamtes angegeben wird. Da diese nur innerhalb eines Landkreises gezählt wird, ist dessen Nummer der Denkmalnummer vorangestellt. |
| Standort:                | Wenn in der Liste vorhanden, ist die Adresse angegeben. In Klammern kann sich noch eine zusätzliche Adresse befinden, wenn es beispielsweise ein Eckhaus ist. Bei freistehenden Objekten ohne Adresse (zum Beispiel bei Bildstöcken) ist eine Adresse angegeben, die in der Nähe des Objekts liegt. Durch Aufruf des Links Standort wird die Lage des Denkmals in verschiedenen Kartenprojekten angezeigt. Darunter sind die Katastralgemeinde (KG) und, wenn vorhanden, die Konskriptionsnummer (Konskr. Nr.) angegeben.                                                                                                   |
| Offizielle Beschreibung: | Es ist die Kurzbeschreibung auf Slowakisch, wie sie in den offiziellen Listen angegeben ist, eingetragen. |
| Beschreibung:            | Kurze Angaben zum Denkmal auf Deutsch. |
| Metadaten:               | Zusätzlich werden, wenn in den persönlichen Einstellungen das Helferlein Dauerhaftes Einblenden von Metadaten aktiviert ist, ebensolche angezeigt. |

- Karte mit allen Koordinaten:
- OSM |
- WikiMap